# Flûte mandingue
La flûte mandingue est une flute traversière en bambou ou en bois se jouant traditionnellement dans le pays mandingue. 
Elle diffère peu de la flûte peule. Il s'agit entre autres d'une ornementation un plus chargée de cauries, et d'un jeu différent.
L'ensemble des ballets africains, l'ensemble national de la Guinée et l'Ensemble instrumental national du Mali utilisent  occasionnellement cet instrument. 